# Streptococcus pyogenes
Streptococcus pyogenes, även känd som Grupp A streptokocker eller GAS, är en grampositiv bakterie och tillhör släktet streptokocker. Den förekommer, fast inte ofta, på människans hud och kan då orsaka sjukdom. GAS är den vanligaste bakteriella orsaken till halsfluss(tonsillit). Bakterien orsakar även infektioner som rosfeber, impetigo, scharlakansfeber och nekrotiserande fasciit. 
Årligen infekteras ungefär 700 miljoner människor av GAS. Dödligheten vid dessa infektioner är 0,1%.
Om svårare skador ska undvikas är det viktigt att upptäcka och behandla infektionen tidigt. Utan behandling i tid kan den medföra sepsis och döden.